# Олд-Юка (Оклахома)
Олд-Юка (англ. Old Eucha) — переписна місцевість (CDP) в США, в окрузі Делавер штату Оклахома. Населення — 23 особи (2020).

## Географія
Олд-Юка розташований за координатами 36°21′18″ пн. ш. 94°56′16″ зх. д. / 36.35500° пн. ш. 94.93778° зх. д. (36.355135, -94.937907).  За даними Бюро перепису населення США в 2010 році переписна місцевість мала площу 8,03 км², уся площа — суходіл.

## Демографія
Згідно з переписом 2010 року, у переписній місцевості мешкали 52 особи в 18 домогосподарствах у складі 13 родин. Густота населення становила 6 осіб/км².  Було 20 помешкань (2/км²).
Расовий склад населення:
| - 69,2 % — корінних американців - 9,6 % — білих |

До двох чи більше рас належало 21,2 %. Частка іспаномовних становила 0,0 % від усіх жителів.
За віковим діапазоном населення розподілялося таким чином: 32,7 % — особи молодші 18 років, 61,5 % — особи у віці 18—64 років, 5,8 % — особи у віці 65 років та старші. Медіана віку мешканця становила 30,5 року. На 100 осіб жіночої статі у переписній місцевості припадало 108,0 чоловіків;  на 100 жінок у віці від 18 років та старших — 94,4 чоловіків також старших 18 років.
Цивільне працевлаштоване населення становило 4 особи. Основні галузі зайнятості: виробництво — 50,0 %, публічна адміністрація — 25,0 %, будівництво — 25,0 %.